# Karol Piasecki (antropolog)
Karol Piasecki (ur. 1952 w Kozienicach, zm. 20 stycznia 2023 w Łęgach k. Szczecina) – polski antropolog, dr hab., kierownik KEiAK.
Profesor Uniwersytetu Szczecińskiego (US), od 2000 doktor habilitowany, pracował w Uniwersytecie Warszawskim. Od 2002 związany był z Uniwersytetem Szczecińskim, inicjator utworzenia kierunku etnologia na US, od 2007 zajmował stanowisko kierownika nowo powstałej Katedry Etnologii i Antropologii Kulturowej. Był także kierownikiem Zakładu Antropologii Ogólnej w tej katedrze.
Prowadził zajęcia dydaktyczne z antropologii historycznej, antropologii kulturowej, etnografii, etnologii, statystyki dla humanistów oraz wykłady monograficzne poświęcone antropologii fizycznej i kulturowej wybranych ludów i obszarów kulturowych.
W 2005 wraz z zespołem archeologów pod kierownictwem prof. Jerzego Gąssowskiego uczestniczył w poszukiwaniu szczątków Mikołaja Kopernika w archikatedrze we Fromborku. Znaleziona czaszka posłużyła do rekonstrukcji twarzy wielkiego astronoma.
W 1973 roku prowadził badania antropologiczne kości znalezionych na stanowisku „Schronisko Bramka” w Jurze Krakowsko-Częstochowskiej.
Zmarł 20 stycznia 2023, został pochowany na Cmentarzu Centralnym w Szczecinie.